# 小行星4458
小行星4458（英語：4458 Oizumi）是一颗围绕太阳公转的小行星。1990年1月21日，串田嘉男、村松修在八之岳发现了此天体。
这颗小行星的绝对星等为345.0000398830127等。